# Cwm (Blaenau Gwent)
Pour les articles homonymes, voir Cwm.
Cwm est un ancien village minier et une communauté du Blaenau Gwent, au pays de Galles.
Au recensement de 2011, la communauté de Cwm comptait 4 295 habitants.

## Personnalités liées
Sont nés à Cwm :
- le footballeur Ron Burgess (1917-2005),
- l'acteur Victor Spinetti (1929-2012),
- le joueur de snooker Mark Williams (1975).